# قرة سقل
قرة سقل هي قرية في مقاطعة أشنوية، إيران. يقدر عدد سكانها بـ 135 نسمة بحسب إحصاء 2016.